# Temporada 2016 de Deutsche Tourenwagen Masters
La temporada 2016 del Deutsche Tourenwagen Masters fue la decimoséptima temporada del Deutsche Tourenwagen Masters, desde la reanudación del campeonato en 2000. La temporada comenzó el 7 de mayo en Hockenheim, y terminó el 16 de octubre en el mismo lugar.
Marco Wittmann ganó su segundo campeonato del DTM después de un total de nueve rondas y 18 carreras.

## Equipos y pilotos
| Marca         | Auto                 | Equipo                         | No. | Pilotos                | Rondas |
| ------------- | -------------------- | ------------------------------ | --- | ---------------------- | ------ |
| Mercedes-Benz | Mercedes-AMG C63 DTM | Mercedes-Benz DTM Team ART     | 2   | Gary Paffett           | Todas  |
| Mercedes-Benz | Mercedes-AMG C63 DTM | Mercedes-Benz DTM Team ART     | 34  | Esteban Ocon           | 1–5    |
| Mercedes-Benz | Mercedes-AMG C63 DTM | Mercedes-Benz DTM Team ART     | 88  | Felix Rosenqvist       | 6–9    |
| Mercedes-Benz | Mercedes-AMG C63 DTM | Mercedes-Benz DTM Team HWA II  | 3   | Paul di Resta          | Todas  |
| Mercedes-Benz | Mercedes-AMG C63 DTM | Mercedes-Benz DTM Team HWA II  | 84  | Maximilian Götz        | Todas  |
| Mercedes-Benz | Mercedes-AMG C63 DTM | Mercedes-Benz DTM Team HWA I   | 6   | Robert Wickens         | Todas  |
| Mercedes-Benz | Mercedes-AMG C63 DTM | Mercedes-Benz DTM Team HWA I   | 12  | Daniel Juncadella      | Todas  |
| Mercedes-Benz | Mercedes-AMG C63 DTM | Mercedes-Benz DTM Team Mücke   | 8   | Christian Vietoris     | Todas  |
| Mercedes-Benz | Mercedes-AMG C63 DTM | Mercedes-Benz DTM Team Mücke   | 22  | Lucas Auer             | Todas  |
| Audi          | Audi RS5 DTM         | Audi Sport Team Abt Sportsline | 5   | Mattias Ekström        | 1–8    |
| Audi          | Audi RS5 DTM         | Audi Sport Team Abt Sportsline | 48  | Edoardo Mortara        | Todas  |
| Audi          | Audi RS5 DTM         | Audi Sport Team Abt Sportsline | 99  | Mike Rockenfeller      | 9      |
| Audi          | Audi RS5 DTM         | Audi Sport Team Phoenix        | 10  | Timo Scheider          | Todas  |
| Audi          | Audi RS5 DTM         | Audi Sport Team Phoenix        | 72  | René Rast              | 9      |
| Audi          | Audi RS5 DTM         | Audi Sport Team Phoenix        | 99  | Mike Rockenfeller      | 1–8    |
| Audi          | Audi RS5 DTM         | Audi Sport Team Abt            | 17  | Miguel Molina          | Todas  |
| Audi          | Audi RS5 DTM         | Audi Sport Team Abt            | 51  | Nico Müller            | Todas  |
| Audi          | Audi RS5 DTM         | Audi Sport Team Rosberg        | 27  | Adrien Tambay          | Todas  |
| Audi          | Audi RS5 DTM         | Audi Sport Team Rosberg        | 53  | Jamie Green            | Todas  |
| Audi          | Audi RS5 DTM         | Audi Sport Team Rosberg        | 72  | René Rast              | 5      |
| BMW           | BMW M4 DTM           | BMW Team MTEK                  | 7   | Bruno Spengler         | Todas  |
| BMW           | BMW M4 DTM           | BMW Team MTEK                  | 18  | Augusto Farfus         | Todas  |
| BMW           | BMW M4 DTM           | BMW Team RMG                   | 11  | Marco Wittmann         | Todas  |
| BMW           | BMW M4 DTM           | BMW Team RMG                   | 16  | Timo Glock             | Todas  |
| BMW           | BMW M4 DTM           | BMW Team Schnitzer             | 13  | António Félix da Costa | Todas  |
| BMW           | BMW M4 DTM           | BMW Team Schnitzer             | 100 | Martin Tomczyk         | Todas  |
| BMW           | BMW M4 DTM           | BMW Team RBM                   | 31  | Tom Blomqvist          | Todas  |
| BMW           | BMW M4 DTM           | BMW Team RBM                   | 36  | Maxime Martin          | Todas  |

### Cambios de pilotos
Ingresan al DTM
- El campeón de la GP3 Series en 2015 y piloto de reserva de Mercedes Esteban Ocon hará su debut en el DTM con Mercedes-Benz.[4]

Dejan el DTM
- El campeón 2015 del DTM Pascal Wehrlein dejó el campeonato para correr en la Fórmula 1 con el Manor Racing.[4]

Cambios a mitad de temporada
- Adrien Tambay se lesionó en la primera carrera de la Ronda 5 y René Rast lo reemplazo en la carrera 2.[10]
- Después de la Ronda 5, Esteban Ocon dejó el DTM para correr en la Fórmula 1 con el Manor Racing. Fue sustituido por el campeón 2015 de la Fórmula 3 Europea y piloto de reserva Mercedes DTM Felix Rosenqvist.[5]
- René Rast sustituyó a Mattias Ekström en Hockenheim para la ronda final.[9] Después de eso él y Mike Rockenfeller fueron intercambiados en el equipo.[8]

## Calendario y resultados
El calendario de nueve rondas se anunció el 30 de noviembre de 2015. Oschersleben fue removido oficialmente del calendario.
| Ronda | Ronda | Circuito                              | Fecha            | Pole Position          | Vuelta Rápida          | Piloto Ganador  | Equipo Ganador                 | Constructor Ganador |
| ----- | ----- | ------------------------------------- | ---------------- | ---------------------- | ---------------------- | --------------- | ------------------------------ | ------------------- |
| 1     | R1    | Hockenheimring, Baden-Württemberg     | 7 de mayo        | Nico Müller            | Robert Wickens         | Edoardo Mortara | Audi Sport Team Abt Sportsline | Audi                |
| 1     | R2    | Hockenheimring, Baden-Württemberg     | 8 de mayo        | Paul di Resta          | Paul di Resta          | Paul di Resta   | Mercedes-Benz DTM Team HWA II  | Mercedes-Benz       |
| 2     | R1    | Red Bull Ring, Spielberg              | 21 de mayo       | Marco Wittmann         | Mattias Ekström        | Marco Wittmann  | BMW Team RMG                   | BMW                 |
| 2     | R2    | Red Bull Ring, Spielberg              | 22 de mayo       | Jamie Green            | Robert Wickens         | Timo Glock      | BMW Team RMG                   | BMW                 |
| 3     | R1    | EuroSpeedway Lausitz, Brandenburg     | 4 de junio       | Miguel Molina          | Miguel Molina          | Miguel Molina   | Audi Sport Team Abt            | Audi                |
| 3     | R2    | EuroSpeedway Lausitz, Brandenburg     | 5 de junio       | Lucas Auer             | Jamie Green            | Lucas Auer      | Mercedes-Benz DTM Team Mücke   | Mercedes-Benz       |
| 4     | R1    | Norisring, Nuremberg                  | 25 de junio      | Christian Vietoris     | Edoardo Mortara        | Edoardo Mortara | Audi Sport Team Abt Sportsline | Audi                |
| 4     | R2    | Norisring, Nuremberg                  | 26 de junio      | Tom Blomqvist          | Tom Blomqvist          | Nico Müller     | Audi Sport Team Abt            | Audi                |
| 5     | R1    | Circuit Park Zandvoort, Noord-Holland | 16 de julio      | Robert Wickens         | Robert Wickens         | Robert Wickens  | Mercedes-Benz DTM Team HWA I   | Mercedes-Benz       |
| 5     | R2    | Circuit Park Zandvoort, Noord-Holland | 17 de julio      | Jamie Green            | Daniel Juncadella      | Jamie Green     | Audi Sport Team Rosberg        | Audi                |
| 6     | R1    | Moscow Raceway, Volokolamsk           | 20 de agosto     | Gary Paffett           | Daniel Juncadella      | Robert Wickens  | Mercedes-Benz DTM Team HWA I   | Mercedes-Benz       |
| 6     | R2    | Moscow Raceway, Volokolamsk           | 21 de agosto     | Marco Wittmann         | Nico Müller            | Marco Wittmann  | BMW Team RMG                   | BMW                 |
| 7     | R1    | Nürburgring, Rhineland-Palatinate     | 10 de septiembre | Marco Wittmann         | Jamie Green            | Marco Wittmann  | BMW Team RMG                   | BMW                 |
| 7     | R2    | Nürburgring, Rhineland-Palatinate     | 11 de septiembre | Lucas Auer             | Nico Müller            | Edoardo Mortara | Audi Sport Team Abt Sportsline | Audi                |
| 8     | R1    | Hungaroring, Mogyoród                 | 24 de septiembre | Edoardo Mortara        | Edoardo Mortara        | Edoardo Mortara | Audi Sport Team Abt Sportsline | Audi                |
| 8     | R2    | Hungaroring, Mogyoród                 | 25 de septiembre | Edoardo Mortara        | Mattias Ekström        | Mattias Ekström | Audi Sport Team Abt Sportsline | Audi                |
| 9     | R1    | Hockenheimring, Baden-Württemberg     | 15 de octubre    | António Félix da Costa | António Félix da Costa | Miguel Molina   | Audi Sport Team Abt            | Audi                |
| 9     | R2    | Hockenheimring, Baden-Württemberg     | 16 de Octubre    | António Félix da Costa | Edoardo Mortara        | Edoardo Mortara | Audi Sport Team Abt Sportsline | Audi                |

1. ↑  Originalmente conseguida por Mattias Ekström, el sueco tuvo que cumplir una penalización de 3-lugares en la parrilla después de causar una colisión en la carrera anterior.
2. ↑  Originalmente conseguida por Lucas Auer, el austríaco tuvo que cumplir una penalización de 5-lugares en la parrilla después de recibir su tercera advertencia de la temporada en la ronda anterior..

## Tablas de clasificación
Sistema de puntuación
| Posición | 1º | 2º | 3º | 4º | 5º | 6º | 7º | 8º | 9º | 10º |
| Puntos   | 25 | 18 | 15 | 12 | 10 | 8  | 6  | 4  | 2  | 1   |

### Campeonato de pilotos
| Pos. | Piloto                 | HOC | HOC | RBR | RBR | LAU | LAU | NOR | NOR | ZAN | ZAN | MSC | MSC | NÜR | NÜR | HUN | HUN | HOC | HOC | Puntos |
| ---- | ---------------------- | --- | --- | --- | --- | --- | --- | --- | --- | --- | --- | --- | --- | --- | --- | --- | --- | --- | --- | ------ |
| 1    | Marco Wittmann         | 16  | 8   | 1   | 7   | 4   | 6   | 4   | 6   | 2   | 4   | 19  | 1   | 1   | 3   | 7   | DSQ | 2   | 4   | 206    |
| 2    | Edoardo Mortara        | 1   | 11  | 3   | Ret | 8   | 12  | 1   | 8   | 17  | 3   | 8   | 6   | 4   | 1   | 1   | 19† | 3   | 1   | 202    |
| 3    | Jamie Green            | 15  | Ret | 14  | 3   | 2   | 4   | 2   | 17† | 5   | 1   | 7   | 22  | 3   | 16  | 2   | Ret | 8   | 8   | 145    |
| 4    | Robert Wickens         | 2   | 5   | 11  | 20  | 3   | 3   | Ret | 11  | 1   | 16  | 1   | 5   | 9   | 13  | 10  | 10  | 23† | 9   | 124    |
| 5    | Paul di Resta          | 4   | 1   | 7   | 15  | 13  | 21† | 3   | 4   | 15  | 8   | 2   | 20  | 6   | Ret | Ret | 13  | 10  | 3   | 116    |
| 6    | Tom Blomqvist          | 13  | 6   | 2   | 6   | 22  | 11  | 15  | 2   | 16  | 10  | 22  | 2   | 2   | 8   | 22  | 4   | 9   | 7   | 113    |
| 7    | Mattias Ekström        | 9   | Ret | 16  | 2   | 6   | 2   | Ret | Ret | 7   | 7   | 5   | 9   | DSQ | 4   | 18  | 1   |     |     | 107    |
| 8    | Maxime Martin          | 8   | 3   | 6   | 5   | 9   | 13  | 6   | 3   | 10  | Ret | 6   | 17  | 8   | 10  | 13  | 7   | 13  | 6   | 90     |
| 9    | Nico Müller            | 3   | 7   | 10  | Ret | 10  | 8   | 20  | 1   | 20  | 5   | 13  | 7   | 11  | 5   | 5   | Ret | 15  | 13  | 88     |
| 10   | Timo Glock             | Ret | DSQ | 4   | 1   | 12  | 10  | 21  | 9   | 21  | 6   | 11  | 24† | 5   | 14  | 13  | 5   | 7   | 5   | 84     |
| 11   | Gary Paffett           | 11  | 4   | 18  | 13  | 14  | 5   | 14  | DSQ | 4   | 2   | 3   | 18  | 19  | 7   | 20  | 16  | 19  | 15  | 73     |
| 12   | Lucas Auer             | 17† | 15† | 21  | 16  | 7   | 1   | 13  | 5   | 12  | 9   | 18  | 10  | 7   | 2   | 15  | 15  | 18  | 16  | 68     |
| 13   | Miguel Molina          | 10  | Ret | 19  | 14  | 1   | 19  | 17  | 14  | 18  | Ret | 17  | 11  | 15  | 20  | 3   | 18  | 1   | 14  | 66     |
| 14   | Christian Vietoris     | 5   | 14  | Ret | 17  | 5   | 7   | 10  | 15  | 3   | 20† | 23  | 14  | 13  | 17  | 17  | 14  | 22  | 2   | 60     |
| 15   | Bruno Spengler         | 6   | Ret | 13  | 9   | 11  | 9   | 5   | 7   | 13  | 14  | 15  | 3   | 18  | 6   | 14  | 12  | 14  | 12  | 51     |
| 16   | Augusto Farfus         | 14  | 2   | 9   | 4   | 21  | Ret | 11  | Ret | Ret | 13  | 14  | 4   | 22  | 21  | 19  | Ret | 11  | Ret | 44     |
| 17   | António Félix da Costa | 7   | Ret | 22  | 21  | 15  | 14  | 9   | DSQ | 6   | 17  | 20  | 19  | 20  | 19  | 16  | 3   | 4   | Ret | 43     |
| 18   | Adrien Tambay          | Ret | 13  | 8   | 11  | 20  | 20  | 7   | DSQ | Ret |     | 12  | 8   | Ret | 15  | 6   | 2   | 12  | Ret | 40     |
| 19   | Mike Rockenfeller      | Ret | 10  | 12  | 8   | 19  | 17  | 18  | DSQ | 14  | 15  | 16  | 15  | 14  | 22  | 4   | 8   | 5   | 11  | 31     |
| 20   | Maximilian Götz        | Ret | 12  | 15  | 22  | 16  | Ret | 8   | 12  | Ret | Ret | 4   | 16  | 10  | 23  | 21  | 17  | 17  | 19  | 17     |
| 21   | Martin Tomczyk         | 12  | 9   | 5   | 19  | Ret | 18  | 12  | 10  | 19  | 11  | 21  | 23  | 16  | 12  | 23  | 9   | 20  | 10  | 16     |
| 22   | Timo Scheider          | Ret | Ret | 17  | 10  | 17  | 16  | 16  | 16  | 11  | Ret | 9   | 13  | 21  | 11  | 9   | 6   | 16  | 18  | 13     |
| 23   | René Rast              |     |     |     |     |     |     |     |     |     | 19  |     |     |     |     |     |     | 6   | 17  | 8      |
| 24   | Daniel Juncadella      | Ret | 16† | Ret | 12  | 18  | Ret | 19  | DSQ | 8   | 12  | 24  | 12  | 17  | 9   | 11  | DSQ | 21  | Ret | 6      |
| 25   | Felix Rosenqvist       |     |     |     |     |     |     |     |     |     |     | 10  | 21  | 12  | 18  | 8   | 11  | Ret | Ret | 5      |
| 26   | Esteban Ocon           | Ret | Ret | 20  | 18  | 23  | 15  | Ret | 13  | 9   | 18  |     |     |     |     |     |     |     |     | 2      |
| Pos. | Piloto                 | HOC | HOC | RBR | RBR | LAU | LAU | NOR | NOR | ZAN | ZAN | MSC | MSC | NÜR | NÜR | HUN | HUN | HOC | HOC | Puntos |

| Color     | Resultado                                                               |
| --------- | ----------------------------------------------------------------------- |
| Oro       | Ganador                                                                 |
| Plata     | 2.ª plaza                                                               |
| Bronce    | 3.ª plaza                                                               |
| Verde     | Finalizó en los puntos                                                  |
| Azul      | Finalizó sin puntos                                                     |
| Azul      | NC - No clasificado                                                     |
| Violeta   | Ret - No terminó (Carrera)                                              |
| Rojo      | DNQ - No se clasificó                                                   |
| Negro     | DSQ - Descalificado                                                     |
| Blanco    | DNS - No empezó (carrera)                                               |
| Blanco    | WD - Retirado (fin de semana)                                           |
| Blanco    | C - Carrera cancelada                                                   |
| Sin color | DNP - Inscrito pero no participó                                        |
| Sin color | INJ - Lesionado                                                         |
| Sin color | EX - Excluido                                                           |
| Estado    | Resultado                                                               |
| Negrita   | Pole position                                                           |
| Cursiva   | Vuelta rápida                                                           |
| †         | Abandona, pero clasifica al completar el porcentaje requerido para ello |

- † — El piloto se retiró, pero se clasificó al completar el 75% de la distancia de carrera del ganador.

### Campeonato de constructores
| Pos. | Constructor   | HOC | HOC | RBR | RBR | LAU | LAU | NOR | NOR | ZAN | ZAN | MSC | MSC | NÜR | NÜR | HUN | HUN | HOC | HOC | Puntos |
| ---- | ------------- | --- | --- | --- | --- | --- | --- | --- | --- | --- | --- | --- | --- | --- | --- | --- | --- | --- | --- | ------ |
| 1    | Audi          | 43  | 7   | 20  | 38  | 56  | 34  | 49  | 29  | 16  | 56  | 22  | 20  | 27  | 47  | 90  | 55  | 62  | 29  | 700    |
| 2    | BMW           | 18  | 47  | 75  | 63  | 14  | 11  | 32  | 50  | 27  | 21  | 8   | 70  | 57  | 28  | 6   | 45  | 38  | 37  | 647    |
| 3    | Mercedes-Benz | 40  | 47  | 6   | 0   | 31  | 56  | 20  | 22  | 58  | 24  | 71  | 11  | 17  | 26  | 5   | 1   | 1   | 35  | 471    |
| Pos. | Constructor   | HOC | HOC | RBR | RBR | LAU | LAU | NOR | NOR | ZAN | ZAN | MSC | MSC | NÜR | NÜR | HUN | HUN | HOC | HOC | Puntos |